# 大野町役場
大野町役場（おおのちょうやくば）は、地方公共団体である岐阜県揖斐郡大野町の組織が入る施設（役場）。

## 概要
- 現在の庁舎は1981年（昭和56年）完成[2][1]。

## 業務時間
- 月曜日から金曜日の8時30分から17時15分（土曜日・日曜日・祝日・年末年始を除く）

## 業務内容
- 議会事務局
- 政策財政課
- 総務課
- 税務課
- 住民課
- 福祉課
- 子育て支援課
- 環境生活課
- まちづくり推進課
- 農林課
- 建設課
- 学校教育課
- 生涯学習課
- 会計課

## 交通アクセス
- 岐阜バス、名阪近鉄バス、揖斐川町ふれあいバス「大野バスセンター」バス停下車、徒歩すぐ。
  - 岐阜駅（JR岐阜駅バスターミナル）より、岐阜バス【C30】【C39】【O85】「大野バスセンター」行き。
  - 穂積駅より、岐阜バス「大野バスセンター」行き。
  - 大垣駅（大垣駅前バスのりば）より、名阪近鉄バス「大野バスセンター」行き。
  - 揖斐駅より、揖斐川町ふれあいバス「大野バスセンター」行き。